# Gabriela Stoewa

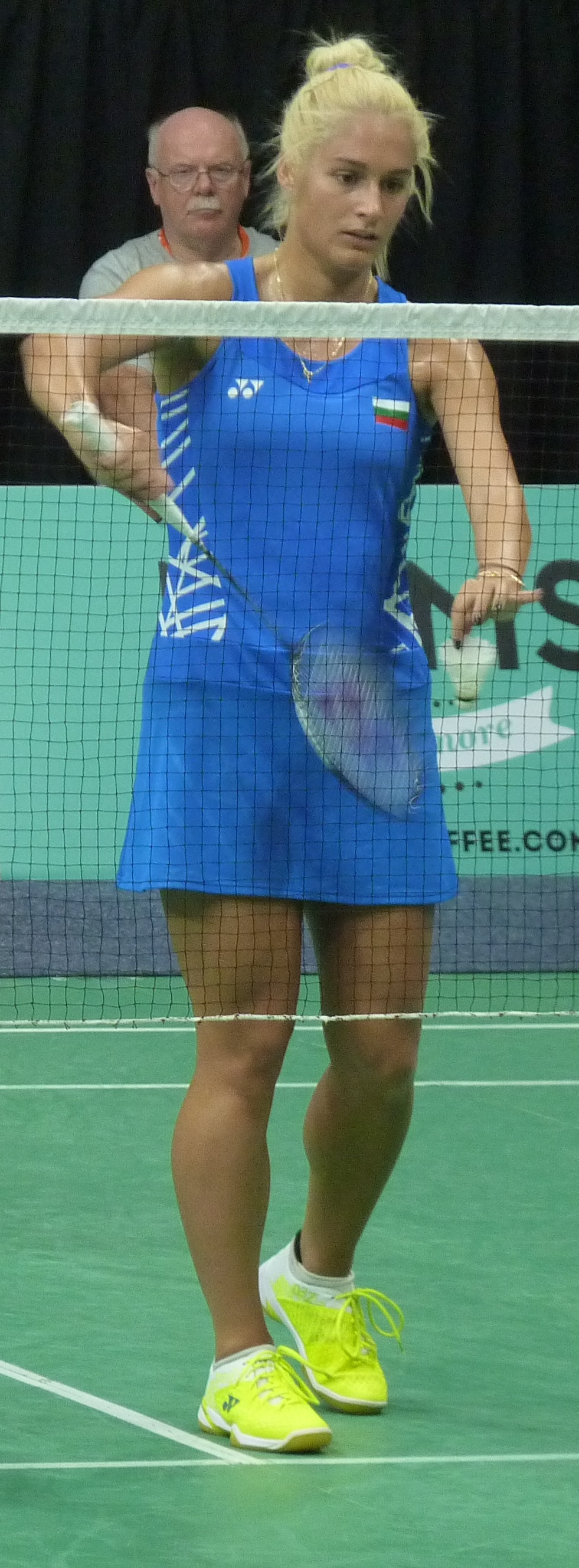
Gabriela Stoewa, 2018

Gabriela Stoewa (bulgarisch Габриела Стоева; englisch Gabriela Stoeva; * 15. Juli 1994 in Chaskowo) ist eine bulgarische Badmintonspielerin.

## Karriere
Gabriela Stoewa gewann die Balkanmeisterschaft im Damendoppel mit Schwester Stefani. 2011 siegte sie bei den Türkiye Open Antalya. Bei den bulgarischen Badmintonmeisterschaften erkämpfte sie sich sowohl 2010 als auch 2011 Silber im Doppel mit ihrer Schwester. 2012 gewannen beide das Damendoppel bei den Bulgarian International. Diesen Erfolg konnten sie 2013 wiederholen. 2014 gewannen beide die Slovenia International. 2023 folgte der Gewinn der Scottish Open und der Welsh Open. 2024 folgte der Sieg bei den Dutch Open. 2025 gewannen sie die Italian Open. 